# Sinners in Heaven
Pour plus de détails, voir Fiche technique et Distribution.
Sinners in Heaven est un film américain réalisé par Alan Crosland et sorti en 1924.

## Synopsis
Barbara Stockley, une jeune fille de la bonne société britannique, est promise par ses parents à Hugh Rochedale. Elle s'échappe en accompagnant son amie, Mme Madge Fields, lors d'un voyage en avion vers l'Australie piloté par son frère, l'aventurier Alan Croft. Il est mécontent d'avoir Barbara à bord. Il a de gros problèmes lorsque l'avion rencontre un typhon. Lorsqu'Alan est contraint de faire atterrir l'avion dans l'océan, Madge est tuée et lui et Barbara se retrouvent échoués sur une île habitée par des cannibales. Heureusement, les indigènes sont effrayés par le poste de radio d'Alan et les prennent pour des dieux. 
Abandonnant tout espoir d'être sauvés, Alan et Barbara se marient devant Dieu, sans la bénédiction d'un prêtre. Lorsqu'une autochtone coupe Alan avec son rasoir et, en faisant couler son sang, découvre qu'il est mortel, elle en parle aux indigènes locaux. Au moment où les sauvages attaquent, un avion de recherche atterrit et les chasse. Alan est blessé et laissé pour mort. De retour chez elle, Barbara est rejetée par ses amis et sa famille comme ayant péché.
Hugh Rochedale, se rendant compte qu'elle et Alan s'aiment, s'arrange pour qu'Alan, qui a été soigné et mis sur un bateau à vapeur en direction de l'Angleterre, puisse se marier officiellement.

## Fiche technique
- Réalisation : Alan Crosland
- Scénario : James Ashmore Creelman d'après le roman Sinners in Heaven de Clive Arden[1],[2]
- Producteur : Adolph Zukor, Jesse L. Lasky
- Photographie : Henry Cronjager
- Production : Famous Players-Lasky
- Distributeur : Paramount Pictures
- Durée : 70 minutes (7 bobines)[3]
- Date de sortie : 
  - États-Unis : 15 septembre 1924

## Distribution
- Bebe Daniels : Barbara Stockley
- Richard Dix : Alan Croft
- Holmes Herbert : Hugh Rochedale
- Florence Billings : Mrs. Madge Fields
- Betty Hilburn : une indigène
- Montagu Love : Chef des indigènes
- Effie Shannon : Mrs. Stockley
- Marcia Harris : la tante de Barbara
- Diana Kane[4]